# كيمياء توافقية

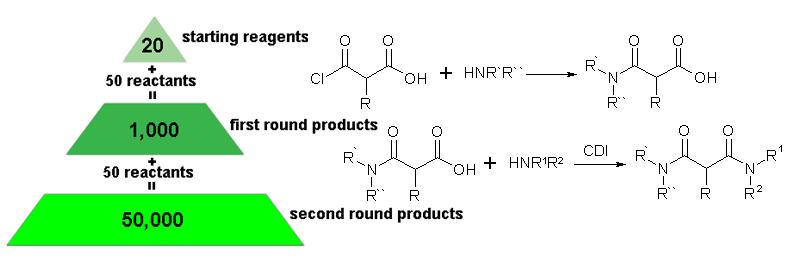

الكيمياء التوافقية أو التوليفية (بالإنجليزية:Combinatorial Chemistry) هو أحد فروع الكيمياء الحديثة التي تعتمد على عمليات اصطناع كيميائي في الحالة الصلبة تتم بسرعة أحيانا بمساعدة المحاكاة الحاسوبية لإنتاج عدد كبير ومتنوع من المركبات الكيميائية المتقاربة بنيويا.
تستخدم الكيمياء التوافقية كطريقة منهجية متطورة بحثية في مجال الصناعات الصيدلانية فهي تخفض من الكلفة والوقت في إنتاج عقارات جديدة فعالة. ويمكن استخدام برامج إلكترونية قائمة على الويب، مثل برنامج Molinspiration في القيام بعمليات المحاكاة.

## لمحة تاريخية
تم ابتكار الكيمياء التوافقية من قبل (جامعة إيوتفوس لوراند في بودابست هنغاريا)، وتم وصف مبدأها والتوليف التوافقي وإجراء التفكيك في وثيقة ترجع لعام 1982. مبدأ الطريقة الاندماجية هو: تجميع خليط مركب متعدد المكونات (مكتبة اندماجية) في إجراء تدريجي واحد وفحصه للعثور على الأدوية المرشحة أو أنواع أخرى من المركبات المفيدة أيضًا في عملية واحدة. إن أهم ابتكار في الطريقة الاندماجية هو استخدام الخلائط في التخليق والغربلة التي تضمن الإنتاجية العالية للعملية. تم نشر الدوافع التي أدت إلى الاختراع في عام 2002.
وعلى الرغم من ذلك يمكن إرجاع جذورها إلى الستينيات، عندما بدأ الباحث روبرت بروس ميريفيلد، التحقيق في المرحلة الصلبة من تخليق الببتيدات. وقام البروفيسور بيسزينيك، زميل ميريفيلد في جائزة نوبل، بتجميع أول مكتبة اندماجية، براءة الاختراع الأمريكية 5866363. في الثمانينيات، طور الباحث ماريو جيزين هذه التقنية بشكل أكبر، حيث أنشأ مصفوفات من الببتيدات المختلفة على دعامات منفصلة، ولكن ليس مكتبة تجميعية تعتمد على التوليف العشوائي.

## توطئة
يمكن أن يؤدي تصنيع الجزيئات بطريقة اندماجية إلى تشكيل أعداد كبيرة من الجزيئات. على سبيل المثال، يمكن لجزيء به ثلاث نقاط تنوع (R1 و R2 و R3) أن يولد
{\displaystyle N_{R_{1}}\times N_{R_{2}}\times N_{R_{3}}}
من الهياكل الممكنة، حيث
{\displaystyle N_{R_{1}}}, {\displaystyle N_{R_{2}}},
و {\displaystyle N_{R_{3}}}
هي عدد البدائل المختلفة المستخدمة.
ربما كان للكيمياء التوافقية، في شكلها الحديث التأثير الأكبر على صناعة الأدوية. إذ يقوم الباحثون الذين يحاولون تحسين ملف تعريف النشاط لمركب ما بإنشاء مكتبة من العديد من المركبات المختلفة ولكن ذات الصلة. وأدت التطورات في مجال الروبوتات إلى منظور صناعي للتوليف التوافقي، مما سمح للشركات بإنتاج أكثر من 100000 مركب جديد وفريد سنويًا (انظر الكيمياء الطبية).
من أجل التعامل مع العدد الهائل من الاحتمالات الهيكلية، يقوم الباحثون في كثير من الأحيان بإنشاء «مكتبة افتراضية»، وهي عبارة عن تعداد حسابي لجميع الهياكل الممكنة مع جميع المواد المتفاعلة المتاحة. قد تتكون هذه المكتبة من الآلاف إلى الملايين من المركبات «الافتراضية». سيختار الباحث مجموعة فرعية من «المكتبة الافتراضية» للتوليف الفعلي، بناءً على حسابات ومعايير مختلفة (انظرالكيمياء الحسابية).
إذا المبدأ الأساسي للكيمياء التوافقية هو إعداد مكتبات تحتوي على عدد كبير جدًا من المركبات ثم تحديد المكونات المفيدة.

## الحدود والمخاطر
في مجال الكيمياء الحيوية، يمكن أن تكون العديد من هذه الجزيئات موجودة في الطبيعة مسبقا أو لا أثر لها. ومنها الغير مستقر أو السام على المدى القصير والمتوسط والطويل للخلايا والأعضاء والكائنات الحية أو البيئة. وفي بعض الأحيان لا تكون مفيدة أو سامة، ولكن يمكن أن تصبح كذلك عند دمجها مع مركبات أخرى أو في ظل ظروف معينة.
تتمثل إحدى تحديات الكيمياء الحيوية في تحديد آليات سميتها أو نشاطها الكيميائي الحيوي أو الأنزيمي من أجل التمكن من تصنيف هذه الجزيئات تلقائيًا لإمكانياتها الاقتصادية أو فائدتها. يثير هذا المجال الآمال في التقدم والمكاسب المالية في مجالات الكيمياء والمواد والكيمياء الدوائية. لسوء الحظ، لا يمكن استقراء ما هو صالح على المستويات الجزيئية الحيوية بشكل عام أو تكييفه مع مقاييس النظام البيئي التي تتميز بمستويات أعلى بكثير من التعقيد.
يحذر الأخلاقيون من الانتهاكات المحتملة، مع الاستخدامات العسكرية أو الإرهابية أو المافيا (المخدرات..). هناك خطر آخر يتمثل في خصخصة الأحياء عن طريق منح براءات اختراع للجزيئات الموجودة في الطبيعة أو التي يستخدمها السكان المحليون تقليديًا.
ويخشى البعض أيضا نشوء مخاطر جديدة من خلال الجمع بين هذه الأساليب على سبيل المثال الهندسة الوراثية أو التكنولوجيا متناهية الصغر. ومن الأمثلة على ذلك أنه من المتوخى إعادة إنشاء أبجدية جينية تعادل الحمض النووي والحمض النووي الريبوزي بطريقة مختلفة تماما عن تلك القائمة لكي لا يتسنى للكائنات المحورة وراثيا ذات التكنولوجيا العالية إعادة الاندماج مع النظم الحية القائمة. وهذا يعني خلق حياة اصطناعية مع انحرافات أو فقدان السيطرة التي تجد الأخلاق الكلاسيكية صعوبة في تحديدها أو حتى التفكير فيها.
لا يكفي التلاعب بجين مستهدف واحد أو بروتين مستهدف واحد لتحقيق نتائج موثوقة وآمنة (معظم الاستجابات البيولوجية أو الأمراض متعددة العوامل). ومع ذلك، فإن دراسة التفاعلات المحتملة بين الجزيئات وبين البروتينات أو بين هذه الكيانات وبيئاتها المحتملة تتطلب عملاً هائلاً ومكلفًا للغاية وغالبًا ما يكون مستحيلًا في الظروف الاقتصادية والتقنية في الوقت الحالي، حتى مع مراعاة التقدم في تكنولوجيا المعلومات.
الحل الآخر، والذي يظل الأكثر شيوعًا، هو دراسة الأهداف التي اقترحها علم الجينوم أو التي حققت بالفعل نتائج مثيرة للاهتمام (جزيئات من دستور الأدوية التقليدي على سبيل المثال، أو اكتُشفت في الكائنات الحية ذات الوظائف المحددة).
منذ تسعينيات القرن الماضي، تم تصور اختبارات النمذجة والروبوتات البيولوجية لتقييم الجزيئات أو المركبات (حالة النشاط، والسمية، والامتصاص/ الامتزاز، ومصير وتأثيرات الجزيئات والأيضات الوليدة، والتفاعلات مع بعض الأنظمة البيولوجية التي تعتبر ممثلة، والتوزيع في الأعضاء والكائنات الحية والبيئة، وما إلى ذلك) قبل التجارب السريرية على الحيوانات والبشر.
أتاحت التطورات في علوم الكمبيوتر والتوليف وتقنيات التخليق الحيوي في عام 2005 لباحث واحد «إنشاء» ما بين 50 إلى 100000 جزيء «جديد» شهريا لكل باحث (في الواقع يمكن أن توجد بالفعل في الطبيعة، دون أن تكون قد رصدت). وتضاف للمكتبات الكيميائية التي يتم الدفع مقابل الوصول إليها بشكل عام.

## التحديات الاقتصادية والأخلاقية
يجادل مروجو هذه التقنيات (مختبرات الشركات المتخصصة في السوق) بأنهم يكتسبون القدرة التنافسية من خلال تقليل التكاليف ووقت البحث قبل الاكتشاف والحصول على براءات الاختراع. من ناحية أخرى، يحذر البعض من الميل إلى احتكار السوق، أو الانجرافات المرتبطة بالملكية الصناعية، أو من خطر طرح جزيئات في السوق لم يتم تحديد مخاطرها المحتملة، أو حتى من مخاطر سلب الربح من استغلال الجزيئات المكتشفة من الموارد الموجودة أساسًا في بلدان الجنوب.